# 阿尔汉海尔斯凯 (顿涅茨克州)
阿尔汉海尔斯凯（烏克蘭語：Архангельське）是乌克兰顿涅茨克州波克羅夫斯克區奥切雷蒂内市镇的村庄。根據2001年的人口統計，當地人口为285人。

## 历史
2024年5月25日，俄羅斯聲稱佔領了该村庄。

## 人口统计
根据2001年烏克蘭人口普查，當地人口为285人。其中 49.12%的人母語為乌克兰语，50.88% 的人母語為俄语。